# Scott Humphries
Scott Humphries (Greeley, 26 de maio de 1976) é um ex-tenista profissional dos Estados Unidos, especialista em pares.
Scott Humphries venceu durante a carreira 3 títulos do ATP Tour em pares. Com Justin Gimelstob chegou às meias-finais do Australian Open em 2001.
Humphries teve como melhor ranking de pares o de 29.º do Mundo, em 30 de Outubro de 2000. Em singulares o seu melhor ranking foi nº 260, a 9 de Setembro de 1996.

## Finais no ATP Tour

### Pares: 10 finais (3 títulos, 7 como finalista)
| Legenda                                   |
| ----------------------------------------- |
| Torneios do Grand Slam (0–0)              |
| ATP World Tour Finals (0–0)               |
| ATP World Tour Masters Series (0–0)       |
| ATP World Tour Championship Series (0–2)  |
| ATP World Tour International Series (3–5) |

| Finals por superfície |
| --------------------- |
| Sintético (3–7)       |
| Terra batida (0–0)    |
| Relva (0–0)           |
| Carpete (0–0)         |

| Finals por localização |
| ---------------------- |
| Outdoor (2–6)          |
| Indoor (1–1)           |

| Result  | V–D | Data | Torneio                                | Categoria            | Superfície | Parceiro            | Adversário                        | Resultado                 |
| ------- | --- | ---- | -------------------------------------- | -------------------- | ---------- | ------------------- | --------------------------------- | ------------------------- |
| Derrota | 0–1 | 1999 | Long Island, Estados Unidos            | World Series         | Hard       | Jan-Michael Gambill | Olivier Delaître Fabrice Santoro  | 5–7, 4–6                  |
| Derrota | 0–2 | 1999 | Open de Estocolmo, Suécia              | World Series         | Hard       | Jan-Michael Gambill | Pieter Norval Kevin Ullyett       | 5–7, 3–6                  |
| Vitória | 1–2 | 2000 | Torneio de San Jose, Estados Unidos    | International Series | Hard       | Jan-Michael Gambill | Lucas Arnold Ker Eric Taino       | 6–1, 6–4                  |
| Derrota | 1–3 | 2000 | Axa Cup, Reino Unido                   | Championship Series  | Hard       | Jan-Michael Gambill | David Adams John-Laffnie De Jager | 3–6, 7–6(9–7), 6–7(11–13) |
| Derrota | 1–4 | 2000 | Open de Los Angeles, Estados Unidos    | World Series         | Hard       | Jan-Michael Gambill | Paul Kilderry Sandon Stolle       | desistência               |
| Derrota | 1–5 | 2000 | Torneio de Long Island, Estados Unidos | World Series         | Hard       | Jan-Michael Gambill | Kevin Ullyett Jonathan Stark      | 4–6, 4–6                  |
| Vitória | 2–5 | 2000 | President's Cup, Uzbequistão           | International Series | Hard       | Justin Gimelstob    | Marius Barnard Robbie Koenig      | 6–3, 6–2                  |
| Vitória | 3–5 | 2002 | Brasil Open, Brasil                    | World Series         | Hard       | Mark Merklein       | Gustavo Kuerten André Sá          | 6–3, 7–6                  |
| Derrota | 3–6 | 2003 | Brasil Open, Brasil                    | World Series         | Hard       | Mark Merklein       | Todd Perry Thomas Shimada         | 2–6, 4–6                  |
| Derrota | 3–7 | 2003 | Open do Japão, Japão                   | Championship Series  | Hard       | Mark Merklein       | Justin Gimelstob Nicolas Kiefer   | 7–6(8–6), 3–6, 6–7(4–7)   |